# Intention
Intention is een nummer van de Bulgaarse band Intelligent Music Project. Intelligent Music Project vertegenwoordigde Bulgarije met dit nummer op het Eurovisiesongfestival 2022.